# Karlstadt am Main
Karlstadt am Main é uma cidade da Alemanha, localizada no distrito de Main-Spessart, no estado de Baviera.